# Nati nel 1930/Febbraio
| Questa pagina contiene informazioni ricavate automaticamente dalle voci biografiche con l'ausilio del template Bio e di un bot. L'aggiornamento è periodico e automatico e ricostruisce completamente la pagina. Se manca una persona in questa lista, sei pregato di non aggiungerla, ma accertati piuttosto che la sua voce biografica contenga il template Bio e che i dati anagrafici siano correttamente compilati. Se il template Bio manca, inseriscilo tu stesso o, in alternativa, metti l'avviso {{tmp\|Bio}} che ne segnala la mancanza. Se i dati riportati sono sbagliati, correggi direttamente la voce biografica; le modifiche saranno visibili in questa lista entro pochi giorni. Per chiarimenti vedi il progetto biografie. La lista contiene solo le 163 persone che sono citate nell'enciclopedia e per le quali è stato implementato correttamente il template Bio. Pagina aggiornata al 26 giu 2025. |

- 1º febbraio - Shahabuddin Ahmed, politico bangladese († 2022)
- 1º febbraio - Amelia Casadei, politica italiana
- 1º febbraio - Hossain Mohammad Ershad, generale e politico bangladese († 2019)
- 1º febbraio - Glauco Gresleri, architetto italiano († 2016)
- 1º febbraio - Julio López Hernández, scultore spagnolo († 2018)
- 1º febbraio - Scotty Robertson, allenatore di pallacanestro statunitense († 2011)
- 1º febbraio - Ferdinando Russo, politico italiano († 2024)
- 1º febbraio - Antonino Senese, politico italiano
- 1º febbraio - María Elena Walsh, scrittrice, compositrice e commediografa argentina († 2011)
- 2 febbraio - Bobby Dillon, giocatore di football americano statunitense († 2019)
- 2 febbraio - C.M. Newton, allenatore di pallacanestro, cestista e giocatore di baseball statunitense († 2018)
- 3 febbraio - Gianfranco Aliverti, politico italiano
- 3 febbraio - Marina Bonfigli, attrice italiana († 2015)
- 3 febbraio - Amédée Grab, vescovo cattolico svizzero († 2019)
- 3 febbraio - Herbert Maeder, fotografo, scrittore e politico svizzero († 2017)
- 3 febbraio - Umberto Panini, imprenditore italiano († 2013)
- 3 febbraio - Joan Rice, attrice britannica († 1997)
- 3 febbraio - Carla Stampacchia, politica italiana († 2014)
- 3 febbraio - Maria Maddalena Yon, regista italiana († 2019)
- 4 febbraio - Salvatore Briguglio, mafioso statunitense († 1978)
- 4 febbraio - Giampaolo Lomi, regista italiano († 2021)
- 4 febbraio - Jim Loscutoff, cestista statunitense († 2015)
- 4 febbraio - Anthony Madigan, pugile australiano († 2017)
- 4 febbraio - Borislav Pekić, scrittore, drammaturgo e sceneggiatore serbo († 1992)
- 4 febbraio - Piero Rossi, scrittore, alpinista e fotografo italiano († 1983)
- 4 febbraio - Giorgio Valussi, geografo italiano († 1990)
- 4 febbraio - Joseph Ventaja, pugile francese († 2003)
- 4 febbraio - Sebastiano Vincelli, politico italiano († 1999)
- 5 febbraio - Marie Corridon, nuotatrice statunitense († 2010)
- 5 febbraio - Edoardo Salzano, ingegnere e urbanista italiano († 2019)
- 5 febbraio - Ulf Söderblom, direttore d'orchestra e docente finlandese († 2016)
- 5 febbraio - Laura Villa, cantante italiana († 2012)
- 5 febbraio - Ilon Wikland, illustratrice estone
- 6 febbraio - Franco Baucè, ex calciatore italiano
- 6 febbraio - Carlo Chimenti, costituzionalista italiano († 2017)
- 6 febbraio - Krystian Czernichowski, cestista polacco († 2014)
- 6 febbraio - Affonso Felippe Gregory, vescovo cattolico brasiliano († 2008)
- 6 febbraio - Allan King, regista canadese († 2009)
- 6 febbraio - Franco Magni, fisiologo italiano († 2005)
- 6 febbraio - Armando Marques, arbitro di calcio brasiliano († 2014)
- 6 febbraio - Marcello Martini, partigiano italiano († 2019)
- 6 febbraio - Aleksandar Petaković, calciatore jugoslavo († 2011)
- 7 febbraio - Giovanni D'Alfonso, carabiniere italiano († 1975)
- 7 febbraio - David Kahn, storico, giornalista e saggista statunitense († 2024)
- 7 febbraio - Lennart Larsson, fondista svedese († 2021)
- 7 febbraio - Peter Stone, drammaturgo, sceneggiatore e librettista statunitense († 2003)
- 7 febbraio - Anna Vigone, veterinaria italiana († 2015)
- 8 febbraio - Carlo Castellaneta, scrittore e giornalista italiano († 2013)
- 8 febbraio - Umberto Chiacchio, politico e imprenditore italiano († 2001)
- 8 febbraio - Catherine Hardy, velocista statunitense († 2017)
- 8 febbraio - Emmanuele Milano, giornalista e dirigente d'azienda italiano
- 8 febbraio - Giovanni Motzo, giurista italiano († 2002)
- 8 febbraio - Orlando Peralta, cestista argentino († 2010)
- 9 febbraio - Joan Bassegoda, architetto, storico e saggista spagnolo († 2012)
- 9 febbraio - Mario Carpitella, traduttore e autore televisivo italiano († 2008)
- 9 febbraio - Eladio Herrera, pugile argentino († 2014)
- 9 febbraio - Dino Lucianetti, calciatore italiano († 1990)
- 9 febbraio - Renzo Nobili, zoologo italiano († 1995)
- 9 febbraio - Pavel Schmidt, canottiere cecoslovacco († 2001)
- 9 febbraio - Lucilla Udovich, soprano statunitense († 1999)
- 10 febbraio - Remigio Barbieri, giornalista, scrittore e antifascista italiano († 2025)
- 10 febbraio - Adolfo Battaglia, politico e giornalista italiano
- 10 febbraio - Ugo Donato Bianchi, arcivescovo cattolico italiano († 1999)
- 10 febbraio - Carlos Couto, schermidore brasiliano († 1999)
- 10 febbraio - Domenico D'Orsi, filosofo italiano († 2010)
- 10 febbraio - Mario Garbi, politico e operaio italiano († 2018)
- 10 febbraio - John Gilpin, ballerino, attore e direttore artistico britannico († 1983)
- 10 febbraio - E. L. Konigsburg, scrittrice statunitense († 2013)
- 10 febbraio - Felice Virno, pallanuotista e chirurgo italiano († 2020)
- 10 febbraio - Robert Wagner, attore statunitense
- 10 febbraio - Vladimir Georgiev Škodrov, astronomo bulgaro († 2010)
- 11 febbraio - Flaminia Jandolo, attrice, doppiatrice e direttrice del doppiaggio italiana († 2019)
- 11 febbraio - Renzo Mantero, medico e scrittore italiano († 2012)
- 11 febbraio - Mary Quant, stilista, inventrice e imprenditrice britannica († 2023)
- 11 febbraio - Leighton Durham Reynolds, filologo classico e latinista britannico († 1999)
- 12 febbraio - Harold Blitman, allenatore di pallacanestro statunitense († 2012)
- 12 febbraio - Roy MacLaren, calciatore scozzese († 2022)
- 12 febbraio - Arlen Specter, politico e avvocato statunitense († 2012)
- 13 febbraio - Sergio Asteriti, fumettista italiano († 2024)
- 13 febbraio - Mario Audisio, calciatore italiano († 2018)
- 13 febbraio - Frank Buxton, regista e sceneggiatore statunitense († 2018)
- 13 febbraio - Ernst Fuchs, artista austriaco († 2015)
- 13 febbraio - Israel Kirzner, economista e rabbino britannico
- 13 febbraio - Ron Stretton, pistard britannico († 2012)
- 14 febbraio - Yoel Kahn, rabbino, mistico e scrittore russo († 2021)
- 14 febbraio - Carl McNulty, cestista e allenatore di pallacanestro statunitense († 2020)
- 14 febbraio - Sérgio Rodrigues, nuotatore e pallanuotista brasiliano († 2014)
- 14 febbraio - Carlos Zara, attore brasiliano († 2002)
- 15 febbraio - Günter Busch, calciatore tedesco orientale († 2006)
- 15 febbraio - Cesarino Cervellati, calciatore e allenatore di calcio italiano († 2018)
- 15 febbraio - Robert Edward Mulvee, vescovo cattolico statunitense († 2018)
- 16 febbraio - Artenik Arabadžijan, cestista, allenatore di pallacanestro e arbitro di pallacanestro bulgaro († 2017)
- 16 febbraio - Justinas Marcinkevičius, poeta e drammaturgo lituano († 2011)
- 16 febbraio - Leopoldo Massimilla, ingegnere italiano († 1993)
- 16 febbraio - Antonio Mion, ex calciatore italiano
- 16 febbraio - Valentino Pasqualin, politico italiano († 1989)
- 16 febbraio - Sergio Perticaroli, pianista italiano († 2019)
- 16 febbraio - Jack Sears, pilota automobilistico britannico († 2016)
- 17 febbraio - Sergio Campanato, matematico italiano († 2005)
- 17 febbraio - Ettore Carminati, arbitro di calcio italiano († 2007)
- 17 febbraio - Gene Dyker, cestista statunitense († 1966)
- 17 febbraio - Giovanni Ferraro, calciatore e allenatore di calcio italiano († 2013)
- 17 febbraio - Mordechai Hefez, cestista israeliano († 2010)
- 17 febbraio - Basava Premanand, divulgatore scientifico indiano († 2009)
- 17 febbraio - Ruth Rendell, scrittrice britannica († 2015)
- 18 febbraio - Arne Bakker, hockeista su ghiaccio e calciatore norvegese († 2009)
- 18 febbraio - Arthur Bottom, calciatore inglese († 2012)
- 18 febbraio - Theodore Freeman, astronauta statunitense († 1964)
- 18 febbraio - Wolfgang Smith, matematico e fisico statunitense († 2024)
- 18 febbraio - Guido Vandone, calciatore italiano († 2019)
- 19 febbraio - Kjell Espmark, scrittore e storico della letteratura svedese († 2022)
- 19 febbraio - Sergio Fontanari, politico italiano († 2022)
- 19 febbraio - Ron Foster, attore statunitense († 2015)
- 19 febbraio - John Frankenheimer, regista statunitense († 2002)
- 19 febbraio - Tomás Hernández Burillo, calciatore spagnolo († 1982)
- 19 febbraio - Pietro Mezzapesa, politico italiano († 2008)
- 19 febbraio - Milenko Stefanović, clarinettista serbo († 2022)
- 19 febbraio - Fons Verplaetse, economista, banchiere e funzionario belga († 2020)
- 20 febbraio - Pietro Citati, scrittore, saggista e critico letterario italiano († 2022)
- 20 febbraio - Willie Cunningham, allenatore di calcio e calciatore nordirlandese († 2007)
- 21 febbraio - Carlo Leva, scenografo e costumista italiano († 2020)
- 21 febbraio - Alessio Pasquini, politico italiano († 2011)
- 21 febbraio - Mario Sabbieti, giornalista, scrittore e editore italiano († 2022)
- 21 febbraio - Germano Travagini, calciatore italiano († 1988)
- 21 febbraio - Zenona Węgrzynowicz, cestista polacca († 2017)
- 22 febbraio - Jean Bobet, ciclista su strada francese († 2022)
- 22 febbraio - Freddy Cohen, ex cestista israeliano
- 22 febbraio - Edward D. Hoch, scrittore statunitense († 2008)
- 22 febbraio - Bill Miller, giavellottista statunitense († 2016)
- 22 febbraio - Walter Mischel, psicologo austriaco († 2018)
- 22 febbraio - Giuliano Montaldo, regista, sceneggiatore e attore italiano († 2023)
- 22 febbraio - Pietro Nascimbene, ciclista su strada italiano († 2022)
- 22 febbraio - Marni Nixon, soprano, attrice e doppiatrice statunitense († 2016)
- 22 febbraio - Alfredo Sadel, tenore, compositore e attore venezuelano († 1989)
- 23 febbraio - Harry Boldt, cavaliere tedesco
- 23 febbraio - Gorō Shimura, matematico giapponese († 2019)
- 23 febbraio - Medeniýet Şahberdiýewa, soprano turkmeno († 2018)
- 24 febbraio - Fausto Cuocolo, giurista, politico e banchiere italiano († 2006)
- 24 febbraio - Barbara Lawrence, attrice e modella statunitense († 2013)
- 24 febbraio - Olinda Yip, cestista peruviana († 1973)
- 25 febbraio - Wendy Beckett, religiosa e storica dell'arte sudafricana († 2018)
- 25 febbraio - Francesco Caracciolo, storico, scrittore e saggista italiano
- 25 febbraio - Imre Gyöngyössy, regista, scrittore e poeta ungherese († 1994)
- 25 febbraio - Kázmér Pacséri, schermidore ungherese († 2013)
- 25 febbraio - Dan Pagis, poeta israeliano († 1986)
- 25 febbraio - Antonio Scarano, politico italiano († 2019)
- 25 febbraio - Edi Ziegler, ciclista su strada tedesco († 2020)
- 26 febbraio - Lazar' Naumovič Berman, pianista russo († 2005)
- 26 febbraio - Giulio Cardini, scultore italiano († 2007)
- 26 febbraio - Giancarlo De Carolis, politico e avvocato italiano († 1999)
- 26 febbraio - Robert Francis, attore statunitense († 1955)
- 26 febbraio - Vic Janowicz, giocatore di baseball e giocatore di football americano statunitense († 1996)
- 26 febbraio - Vladimir Kesarev, calciatore e allenatore di calcio sovietico († 2015)
- 26 febbraio - Alberto Manfredi, pittore e incisore italiano († 2001)
- 27 febbraio - Giancarlo Cadé, calciatore e allenatore di calcio italiano († 2013)
- 27 febbraio - Paul von Ragué Schleyer, chimico statunitense († 2014)
- 27 febbraio - Joanne Woodward, attrice statunitense
- 28 febbraio - Leon Cooper, fisico statunitense († 2024)
- 28 febbraio - Osman El-Sayed, lottatore egiziano († 2013)
- 28 febbraio - Oswald Georg Hirmer, vescovo cattolico e missionario tedesco († 2011)
- 28 febbraio - Pierre Jansen, compositore francese († 2015)
- 28 febbraio - Yngve Karlsen, calciatore norvegese († 2010)
- 28 febbraio - Luigi Rosiello, linguista italiano († 1993)